# Aramis Naglić
Aramis Naglić (Fiume, 28 agosto 1965) è un ex cestista e allenatore di pallacanestro croato, fino al 1991 jugoslavo.

## Carriera
Con la Croazia ha disputato i Giochi olimpici di Barcellona 1992.

## Palmarès

### Giocatore
- YUBA liga: 2

Spalato: 1989-90, 1990-91
- Campionato slovacco: 3

Pezinok: 1999-2000, 2000-01, 2001-02
- Campionato croato: 1

Zadar: 2004-05
- Coppa di Jugoslavia: 2

Spalato: 1990, 1991
- Coppa di Croazia: 3

Spalato: 1992, 1993
Zadar: 2005
- Coppa di Slovacchia: 1

Pezinok: 2000
- Coppa dei Campioni: 2

Spalato: 1989-90, 1990-91

### Allenatore
- Campionato austriaco: 1

BC Vienna: 2021-22
- Campionato slovacco: 2

Inter Bratislava: 2012-2013, 2018-2019
- Coppa d'Austria: 1

BC Vienna: 2022